# Aspalathus
Aspalathus é um género botânico pertencente à família Fabaceae.